# Suecia en los Juegos Olímpicos de París 1900
Suecia estuvo representada en los Juegos Olímpicos de París 1900 por un total de 10 deportistas que compitieron en 4 deportes.  

## Medallistas
El equipo olímpico sueco obtuvo las siguientes medallas:
| Nombre     | Deporte   | Competición |
| ---------- | --------- | ----------- |
| Oro        |           |             |
| —          |           |             |
| Plata      |           |             |
| —          |           |             |
| Bronce     |           |             |
| Ernst Fast | Atletismo | Maratón M   |